# Figlia del silenzio
Figlia del silenzio (titolo originale in inglese: The Memory Keeper's Daughter) è un romanzo dell'autrice statunitense Kim Edwards che racconta la storia di un uomo che abbandona sua figlia appena nata, affetta da sindrome di Down. Pubblicato da Viking Press nel giugno 2005, il romanzo ebbe molto successo col passaparola nell'estate del 2006, ed è stato inserita nella lista dei best seller del New York Times. Dal romanzo è stato tratto un film TV, mandato in onda su Lifetime Television nell'aprile del 2008.

## Trama

### Marzo 1964
Nel 1964, nel mezzo di una bufera nel Kentucky, il dottore David Henry deve fare partorire il primo figlio a sua moglie Norah, con l'aiuto di un'infermiera, Caroline Gill. Il loro primo figlio, un bambino di nome Paul, nasce ed è perfetto, ma il parto è gemellare. Quando il secondo figlio, una bambina, viene alla luce, David nota immediatamente che è affetta dalla sindrome di Down. David, ricordando la possibilità di complicanze cardiache e pensando a sua sorella, June, morta giovane e causa di una malformazione cardiaca, decide di mettere Phoebe in un istituto per risparmiare a Norah le sofferenze che la morte di June aveva causato a sua madre. Caroline, l'infermiera - innamorata di David - ha il compito di portare la bambina a un istituto. Dopo avere visto le tragiche condizioni in cui versa l'istituto, decide di tenere la bambina e crescerla lei stessa. Ricordando le indicazioni di Norah sui nomi da dare al nascituro, in caso di maschio e di femmina, Caroline chiama la bambina Phoebe. Mentre Caroline è in un supermercato a comprare il necessario per la bambina, la batteria della sua macchina si scarica e si ritrova intrappolata con la neonata in mezzo alla neve. Viene aiutata da un autotrasportatore, Albert Simpson detto Al, che le fa rifugiare all'interno del suo camion e si offre di accompagnarla a casa, a Lexington, dove Nora lo ospita per la notte. Intanto, David mente a Norah dicendo che la loro bambina è morta subito dopo la nascita. Il fatto che nessuno di quelli che le sta accanto parli della morte di Phoebe provoca a Norah una forte depressione post-parto. Norah decide allora di fare un funerale per sua figlia, e mette un annuncio nel giornale senza dirlo a David. Caroline lo legge e si mette in contatto con David; saputo che ha tenuto la bambina invece di lasciarla presso l'istituto, David la prega di fare quello che ritiene più giusto. Caroline rifiuta i soldi che lui le offre, e parte per Pittsburgh, per poter ricominciare una nuova vita con Phoebe.

### 1965
La 'morte' della loro bambina ha allontanato David e Norah, anche dopo che avevano cambiato casa, perché hanno difficoltà a parlarsi. Norah vorrebbe un altro figlio, ma David dice di no, dicendo a Norah che l'avere un altro bambino sarebbe stato il suo modo di rimpiazzare Phoebe. David pensa molto alla sua infanzia - la lotta contro la povertà (doveva cacciare serpenti per pagarsi il liceo), a sua sorella minore June e la sua morte a 12 anni, e ai suoi genitori. Norah beve troppo, ma smette dopo che ha un incidente stradale durante l'anniversario di matrimonio. Come regalo per l'anniversario, Norah regala a David una macchina fotografica, che diventa presto per lui una ossessione.
Caroline è a Pittsburgh e viene assunta da una vedova, Dorothy March detta Doro, per lavorare come infermiera privata per suo padre, Leo, un fisico vecchio e scorbutico, la cui mente brillante lo sta lentamente abbandonando. Caroline e Phoebe vivono con Doro e Leo, con Caroline che lavora nelle stanze. Caroline dice che Phoebe è sua figlia, e si prende molto cura di lei, stando in piedi tutta la notte in un bagno pieno di vapore per alleviare il croup della bambina. Doro nota la lentezza nello sviluppo di Phoebe, e Caroline le dice che Phoebe ha la sindrome di Down, affermando che lei è scappata dal padre di Phoebe perché voleva metterla in un istituto, una mezza verità. Caroline manda lettere e fotografie di Phoebe a David. David, dal canto suo, manda soldi a Caroline e poi fa un tentativo di scoprire dove vivono Caroline e Phoebe. Al, l'autotrasportatore che ha aiutato Caroline la notte della nascita di Paul e Phoebe, scopre dove si trovano e comincia a frequentarli regolarmente.

### 1970
La distanza tra David e Norah cresce sempre di più. David, diventato un aspirante fotografo con la sua camera oscura, dove tiene nascoste le foto di Phoebe e le lettere di Caroline, si ritira sempre di più nel suo guscio, immergendosi nel lavoro - mentre Norah, che continua a bere segretamente, è superprotettiva con Paul e cerca dei modi per passare il tempo e attività per distrarsi e riempire le giornate, chiedendo di lavorare per una agenzia viaggi in un tentativo di costruirsi una vita tutta sua. Paul, comunque, è all'oscuro di questo. Ha sei anni, va bene a scuola, sembra avere una attitudine per la musica ed il canto, una allergia molto forte alle api e si rompe un braccio cadendo da un albero.
A Pittsburgh, contrariamente alle previsioni di David alla sua nascita, Phoebe cresce sana, ama le farfalle e cantare, e frequenta l'asilo. Caroline e un gruppo di altre donne - l'associazione "Down e lode" - combattono per fare andare i loro figli alla scuola pubblica. Leo march è morto, ma Doro - abituata alla compagnia di Caroline e Phoebe - le chiede di restare a vivere con lei. Al continua a visitare Caroline regolarmente, e le chiede due volte di sposarlo, ma lei ha rifiutato tutte e due le volte, dubitando non del suo amore per lei ma del suo amore per Phoebe. Ogni volta che lui le fa visita, porta piccoli doni per lei o per Phoebe, e le lettere - con i soldi - da parte di David Henry. Mentre sta giocando, Phoebe è punta da un'ape, scoprendo così la sua allergia. Al aiuta Caroline portandola all'ospedale, ed entra quando il commento di un'infermiera sulle condizioni di Phoebe fa infuriare Caroline. Così, Caroline capisce che lui vuole davvero bene a Phoebe. Al le chiede di sposarlo per la terza volta, e lei accetta.

### 1977
Paul e Phoebe hanno ormai 13 anni, e Caroline e Al sono sposati da 5 anni. Phoebe si è cresimata e Doro è andata in pensione ed è in viaggio di un anno con il suo amore, Tracy. Negli anni, Caroline ha conservato i soldi che David le mandava e li ha tenuti per Phoebe. David manda a Caroline una lettera, chiedendole di incontrare Phoebe e di lasciarle conoscere il suo fratello gemello, Paul. Phoebe sparisce per un attimo, il che manda in panico Caroline, che la trova a raccogliere un gattino da una grondaia. Caroline decide di non rispondere a David, preoccupata che David possa inconsciamente fare del male a Phoebe (come ha fatto del male a lei, non notandola o ignorando l'amore che provava per lui) e sentendo che lui voleva troppo e lo chiedesse troppo tardi.
Paul sta diventando un bravo musicista, suonando la chitarra e il pianoforte e sognando di frequentare la Juillard, comportandosi nel mentre come un ragazzo spericolato, facendo uso di cannabis e camminando sulle rotaie. 
David e Norah, che adesso vivono vite quasi separate, hanno visioni differenti su quello che Paul dovrebbe fare da grande - Norah vorrebbe semplicemente che suo figlio fosse felice, mentre David lo spinge ad interessarsi al basket e a seguire una strada verso una carriera che possa garantirgli stabilità, soldi e successo. Norah è bravissima nel suo lavoro all'agenzia viaggi, sebbene sia ancora frustrata per le distanze tra lei e David, e per la sua apparente mancanza d'amore o d'interesse per lei. Durante una vacanza ad Aruba, ha una storia con Howard, un divorziato. Sia David che Paul capiscono cosa ha fatto, ma nessuno dei due ne parla. David incolpa se stesso per il tradimento, e continua a passare sempre più tempo nella sua camera oscura con le sue fotografie.

### 1982
Phoebe e Paul hanno 18 anni.
David ha una mostra di fotografie a Pittsburgh. Caroline si presenta e gli mostra le foto di Phoebe. Lui deve interrompere brevemente la loro conversazione per rispondere ad una critica d'arte. Mentre lui parla coi critici, Caroline se ne va. David è sconvolto e va alla casa dei suoi genitori, dove trova Rosemary, una sedicenne incinta, che abita abusivamente nella casa. Lui racconta a Rosemary il suo segreto. Le chiede di andare a vivere con lui. Paul e Norah non riescono a credere al modo in cui si sta comportando. Paul scappa per un paio di giorni, e dopo un po' viene accettato alla Juillard.

### 1988
Rosemary e suo figlio Jack tornano a vivere con la loro famiglia. Norah e David sono divorziati e Norah si frequenta con un'altra persona. Paul viaggia e studia musica in Francia. David muore per un attacco cardiaco. Quando Norah guarda tra le foto di David, capisce il suo ex marito in un modo in cui non lo aveva mai capito da vivo.
Phoebe è innamorata di Robert, anche lui affetto dalla sindrome di Down, e vuole sposarlo e vivere in una comunità con più indipendenza. Caroline si preoccupa del futuro ed ha paura a lasciare che Phoebe viva la sua vita da sola. Quando Caroline viene a sapere della morte di David, va a trovare Norah e le dice la verità. Norah e Paul incontrano Phoebe per la prima volta. Phoebe e Paul assistono entrambi alle seconde nozze della loro madre, e poi Paul porta Phoebe nel cimitero dov'è sepolto il loro padre; lì cantano insieme e Paul si rende conto di amare profondamente la sorella.

## Adattamento a film TV
Un film TV è stato mandato in onda su Lifetime Television il 12 aprile 2008. Nel cast ci sono Dermot Mulroney nella parte di David, Gretchen Mol nella parte di Norah, e Emily Watson nella parte di Caroline. Phoebe adolescente e adulta ha il volto di Krystal Hope Nausbaum, un'attrice con la sindrome di Down. Nel film non compaiono i personaggi di Doro e Leo March e di Rosemary e suo figlio Jack. Il film è stato seguito da 5.822.000 spettatori. Il film è uscito in DVD nell'ottobre del 2008.